# Jules Émile Planchon
Jules Émile Planchon (Ganges, 21 marzo 1823 – Montpellier, 1º aprile 1888) è stato un botanico francese.
Studiò scienze all'Università di Montpellier, dove ottenne un dottorato in scienze nel 1844 e in medicina il 7 febbraio 1851 con una tesi intitolata Dei limiti della concordanza tra le forme, la struttura, le affinità delle piante e le loro proprietà medicinali. Vi ritornò nel 1853 come direttore del dipartimento di botanica, dopo aver lavorato ai giardini botanici reali di Kew in Inghilterra e dopo essere stato insegnante a Gand e a Nancy.
Gli si deve la descrizione della pianta che produce i kiwi (Actinidia chinensis e soprattutto di aver salvato i vigneti francesi in seguito alle devastazioni dell'epidemia della fillossera. Fu infatti Jules Émile Planchon che iniziò gli innesti su dei portinnesti americani in collaborazione con l'entomologo americano Charles Valentine Riley.